# 盧昕妤
艾瑞絲（1993年4月8日—），本名盧昕妤，台灣YouTuber。曾在2012年上榜無名小站「無名愛正妹 校園美女」。於2015年7月間受邀前往香港電玩展擔任Show Girl，返台後被經紀公司福祿壽囍簽下 ，之後並開始以電玩實況進行直播甚至成為智冠科技電玩節目「電玩宅速配」主持人之一 ，在2018年6月解約離開福祿壽囍後投入經營Youtube頻道。2018年10月簽入有感覺娛樂，曾為反骨男孩二軍成員。2024年4月8日,宣佈離開有感覺娛樂。
大學時就讀於大同大學應用外語系，並在2016年12月1日因為課程學分需要，前往該校高中部試教，因試教影片直播至自己的粉絲團中，沒想到引起網友瘋狂關注，一日衝破Facebook直播觀看次數100萬人次，隨即讓各家媒體爭相採訪，一夕之間成為最有知名度的英文老師，而此舉引來許多外界正反兩面的評論。

## 經歷
- 2014年7月9日：成為手機APP「Honey Alarm甜心鬧鐘」甜心一員[註 2]。
- 2015年8月24日：三立新聞「陽光空氣缺一不可 玻璃屋遊艇打破現制」新聞專題[11]。
- 2015年12月16日：擔任西門町－６號廣場電視牆「正妹報時 Coming Soon」下午三點時段的報時小天使。
- 2015年12月30日：日本人氣動漫《新世紀福音戰士》，日前來台灣選秀Cosplay動漫女主角「凌波零」看板娘被選中[2]。

## 作品

### 寫真書
| 發行日期     | 書名            | 出版商   | ISBN               |
| 2018年7月9日 | Aries．夏日漫步 | 水靈文創 | ISBN 9789869596398 |

### 廣告
| 首播年代 | 類別     | 名稱                                           |
| 2016年   | 電視廣告 | Juice百樂果汁筆                                |
| 2017年   | 電視廣告 | 手遊《怪物彈珠 x 聖鬥士星矢》合作活動          |
| 2018年   | 網路廣告 | 手遊《三國群英傳：霸王之業》後宮提案爭霸賽     |
| 2019年   | 網路廣告 | 手遊《蜀門》江湖仙侶篇／江湖暢遊篇／組隊對戰篇 |
| 2019年   | 網路廣告 | 手遊《元氣封神》哪吒篇                         |

### 微電影
| 年份   | 名稱                                     |
| 2018年 | 鬼名模-農曆七月鉅獻 用言語霸凌人家的後果 |

### 遊戲MV
| 年份   | 歌手 | 歌曲     | 備註                    |
| 2018年 | 銀臨 | 《初心》 | 《幻想三國誌5》MV主題曲 |

## 電玩實況主
接觸時間：由2015年8月7日—

## 節目主持
暫休
| 網路節目      |            |          |
| 日期          | 名稱       | 備註     |
| 2015年8月13日 | 電玩宅速配 | [ 註 4 ] |

已結束
| 廣播Guest DJ                 |            |                     |                         |          |
| 日期                         | 頻道       | 名稱                | 播出時間                | 備註     |
| 2015年8月25日－2017年5月30日 | 中廣流行網 | Midnight You and Me | 禮拜二晚上十點—深夜零時 | [ 註 6 ] |

## 活動主持
2018年
- 「PlayStation遊戲娛樂嘉年華」Music特別舞台 星光演唱會。
- 「台灣彩券x傳說對決」聯盟記者會。

2017年
- 「《Garena 傳說對決》第一季 傳說城市賽」遊戲競賽。
- 「《Garena 傳說對決》第二季 傳說城市賽」遊戲競賽。
- Intel活動「玩直播上手超easy」。
- 「ChinaJoy展覽會」DXracer舞台。

2016年
- 「《勇者鬥惡龍 怪物仙境 Super Light》第二屆 最強決定戰」遊戲競賽，助理主持人。
- 「《光之谷》王者公會爭霸戰」遊戲競賽。
- 「《天堂》戰火無界菁英爭霸賽」遊戲競賽，主播。
- 「CSOWC遊戲橘子嘉年華」副舞台區的《天堂》舞台。
- 「《Garena 傳說對決》傳說序戰決戰耶誕」遊戲競賽。

## 爭議
2019年4月6日，在自己的Instagram限時動態發出「不需要特別祝生日快樂，不要再私訊我了！少來煩我！」等內容引起爭議，內容被轉貼至Dcard引起大量網友不滿而造成群體檢舉IG，導致帳號在隔天就被封鎖，曾一度恢復又隨即被檢舉至再度封鎖，雖後來解釋因不斷收到不雅照因素，但多數網友依舊不買單，仍然繼續癱瘓IG，11日晚間在Facebook粉絲專頁上發出道歉聲明影片。
2024年8月 在某籃球場深夜藉由男性友人環抱舉起後拉住籃框側拍影片, 有破壞公物之虞, 但本人選擇不認錯不回應並刪除所有留言且封鎖所有持反對意見的帳號。  
| 發行日期       | 名稱                                                     | 出版商                       | 內頁         | ISBN／ISSN         |
| 2014年8月30日  | FHM男人幫9月2014第171期                                  | 男人幫                       | 盛夏午後     | ISSN 16066995      |
| 2015年12月31日 | 壹週刊第762期                                            | 壹傳媒出版有限公司           | 星登場       | —                  |
| 2016年4月14日  | 電玩双週刊VOL.186                                        | 智冠科技                     | 美女愛玩Game | ISSN EBK102000103  |
| 2016年8月3日   | 周刊王第121期                                            | 王道旺台媒體股份有限公司     | 星勢力       | —                  |
| 2017年3月5日   | 4GAMERS三月刊 （數位雜誌）                               | 就肆電競股份有限公司         | 女孩主義     | —                  |
| 2017年4月21日  | Johnny整髮聖經： Top髮型設計師50款吹x整x編秘技不藏私公開 | 尖端出版有限公司             | [ 註 8 ]     | ISBN 9789571068060 |
| 2018年2月1日   | PC home 電腦家庭 02月號/2018 第265期                     | 電腦家庭文化事業股份有限公司 | 封面人物     | ISBN 9771561461005 |

## 獎項

### 網路票選
| 年份 | 獎項 |
| 2013 | - 2月1日 ─ 電影「聽見下雨的聲音」台灣區 女主角海選。《第二名》                                                                                            |
| 2015 | - 7月6日 ─ 手遊「公主大暴走」代言人票選。《第三名》 |
| 2016 | - 1月18日 ─ 手遊「美廚娘」代言人票選。《第一名》 - 2月22日 ─ 電玩女神爭霸戰票選。《第三名》 - 5月17日 ─ 2016網路溫度人氣大賞「網路Hot女神」。《第十二名》 |

## 註解
1. ↑  因星座是牡羊座故取名為「Aries」，翻為中文直接叫「艾瑞絲」。
2. ↑  不定時推出「甜心影音鬧鐘」活動，詳細請隨時關注官方粉絲團。
3. ↑  非主角，飾演角色─達太喵（水貓）。
4. ↑  專心經營YouTube，由2018年8月17日後暫時休息。
5. ↑  2017年4月24日起調整時段，原時段：深夜零時—三點。
6. ↑  在2016年8月23日後採取不定時回歸。
7. ↑  缺少部分待查，暫找不到任何相關資料，歡迎提供。
8. ↑  擔任書內其中一位髮型模特兒。
9. ↑  相關活動頁已失效不存在，僅有官方FB尚存相關資訊。（屬於活動截止時名次）
10. ↑  相關活動頁已失效不存在。

## 外部連結
- 盧昕妤的Facebook專頁
- 盧昕妤的Instagram帳戶
- 盧昕妤的新浪微博
- YouTube上的盧昕妤頻道
- SelGreaat|盧昕妤的寫真書頻道 （页面存档备份，存于）